# Муса-Заде, Башир Геюш оглы
Башир Геюш оглы Муса-Заде (азерб. Bəşir Göyüş oğlu Musazadə; 15 февраля 1904, Елизаветпольский уезд — 1991) — советский азербайджанский агроном, Герой Социалистического Труда (1948).

## Биография
Родился 15 февраля 1904 года в селе Фахралы Елизаветпольского уезда Елизаветпольской губернии (ныне село Фахралы в Геранбойском районе Азербайджана).
В 1934—1968 годах агроном совхоза «28 апреля» Касум-Исмаиловского района, конного завода № 75 Акстафинского района, зернового совхоза имени Орджоникидзе Нухинского района, Министерства совхозов и Министерства сельского хозяйства Азербайджанской ССР. В 1947 году, работая в зерновом совхозе имени Орджоникидзе, получил урожай пшеницы 31,11 центнер с гектара на площади 80,06 гектаров.
Указом Президиума Верховного Совета СССР от 5 апреля 1948 года за получение высоких урожаев пшеницы в 1947 году Муса-Заде Баширу Геюш оглы присвоено звание Героя Социалистического Труда с вручением ордена Ленина и золотой медали «Серп и Молот».
Активно участвовал в общественной жизни Азербайджана. Член КПСС с 1942 года.
С 1968 года — пенсионер союзного значения.
Скончался 1991 году в Баку. Похоронен на II Аллее почётного захоронения в Баку.